# Campeonato Mundial de Atletismo Sub-20 de 2021 - 3000 m com obstáculos masculino
A prova dos 3000 metros com obstáculos masculino do Campeonato Mundial de Atletismo Sub-20 de 2021 ocorreu no dia 22 de agosto de 2021 no Centro Esportivo Internacional Moi, em Nairóbi, no Quênia. 

## Recordes
Antes desta competição, os recordes mundiais e do campeonato nesta prova eram os seguintes:
|       | Nome                 | Nacionalidade | Tempo   | Local     | Data                 |
| ----- | -------------------- | ------------- | ------- | --------- | -------------------- |
| WU20R | Saif Saaeed Shaheen  | Quênia        | 7:58.66 | Bruxelas  | 24 de agosto de 2001 |
| CR    | Conseslus Kipruto    | Quênia        | 8:06.10 | Barcelona | 15 de julho de 2012  |
| WU20L | Bikila Tadese Takele | Etiópia       | 8:09.37 | Hengelo   | 8 de junho de 2021   |

## Medalhistas
| Ouro             | Prata                      | Bronze                   |
| Amos Serem (KEN) | Bikila Tadese Takele (ETH) | Simon Kiprop Koech (KEN) |

## Cronograma
Todos os horários são locais (UTC+3).  
| Data         | Hora  | Evento |
| ------------ | ----- | ------ |
| 22 de agosto | 16:05 | Final  |

## Resultado final
A prova final foi realizada no dia 22 de agosto às 16:05. 
| Posição           | Atleta                 | Nacionalidade | Tempo   | Notas           |
| ----------------- | ---------------------- | ------------- | ------- | --------------- |
| Medalha de ouro   | Amos Serem             | Quênia        | 8:30.72 |                 |
| Medalha de prata  | Bikila Tadese Takele   | Etiópia       | 8:33.15 |                 |
| Medalha de bronze | Simon Kiprop Koech     | Quênia        | 8:34.79 |                 |
| 4                 | Samuel Firewu          | Etiópia       | 8:46.16 |                 |
| 5                 | Abel Yemane            | Eritreia      | 8:49.96 | Recorde pessoal |
| 6                 | Elphas Toroitich Ndiwa | Uganda        | 8:58.09 |                 |
| 7                 | Leonard Chemutai       | Uganda        | 9:03.14 |                 |
| 8                 | Simon Mebrahtu         | Eritreia      | 9:07.13 |                 |
| 9                 | Marc Fernández         | Espanha       | 9:09.61 |                 |
| 10                | Tomáš Habarta          | Chéquia       | 9:09.86 |                 |
| 11                | Baptiste Cartieaux     | França        | 9:10.01 |                 |
| 12                | Dylan Uhrich           | Canadá        | 9:11.33 |                 |
| 13                | Mourad Ed-Dafali       | Marrocos      | 9:15.73 |                 |
| 14                | Abderrahmane Daoud     | Argélia       | 9:18.96 |                 |
| 15                | Eliot Bidet            | França        | 9:22.05 |                 |

Legenda
| Recorde mundial       | Recorde mundial (World record)               |                       | Recorde africano                      | Recorde africano (African) |                                           | Q | Classificado por posição (Qualified) |
| Recorde do campeonato | Recorde do campeonato (Championship record)  | Recorde da América    | Recorde da América (Americas)         | q                          | Classificado por melhor tempo (Qualified) |   |                                      |
| Melhor marca do ano   | Melhor marca do ano (World leading)          | Recorde asiático      | Recorde asiático (Asian)              | DNS                        | Não largou (Did not start)                |   |                                      |
| Recorde nacional      | Recorde nacional (National record)           | Recorde europeu       | Recorde europeu (European)            | DNF                        | Não terminou (Did not finish)             |   |                                      |
| Recorde pessoal       | Recorde pessoal do atleta (Personal best)    | Recorde da Oceania    | Recorde da Oceania (Oceania)          | DSQ / DQ                   | Desclassificado (Disqualified)            |   |                                      |
| Recorde da temporada  | Recorde da temporada do atleta (Season best) | Recorde sul-americano | Recorde sul-americano (South America) | NM                         | Sem marca (No mark)                       |   |                                      |